# Glympis damoetesalis
Glympis damoetesalis là một loài bướm đêm trong họ Erebidae.